# Melanolophia zorca
Melanolophia zorca är en fjärilsart som beskrevs av Claude Herbulot 1976. Melanolophia zorca ingår i släktet Melanolophia och familjen mätare. Inga underarter finns listade i Catalogue of Life.